# میخاو ویشنیفسکی
میخاو کریستیان ویشنیفسکی (به لهستانی: Michał Christian Wiśniewski) (زاده ۹ سپتامبر ۱۹۷۲) خواننده لهستانی است.
او به عنوان عضو گروه ایچ تروئه نماینده لهستان در مسابقه آواز یوروویژن ۲۰۰۳، مسابقه آواز یوروویژن ۲۰۰۶ بود.
از فیلم‌ها یا برنامه‌های تلویزیونی که وی در آن نقش داشته است، می‌توان به ورای تخت جراحی اشاره کرد.